# Föroya Bjór

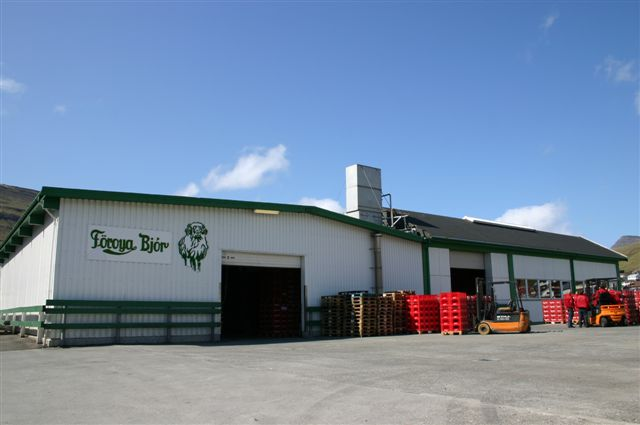
Brouwerij Föroya Bjór in Klaksvík

Föroya Bjór (letterlijk ‘Faeröers bier’) is een brouwerij in Klaksvík op het Faeröerse eiland Borðoy, in het noordoosten van de archipel. Ze werd opgericht in 1888 en is zodoende de oudste brouwerij van de Faeröer. De brouwerij produceert hoofdzakelijk voor de interne Faeröerse markt, maar exporteert haar bieren ook naar Denemarken.
De naam van de brouwerij is ongebruikelijk: het normale woord voor ‘bier’ in het Faeröers is øl, terwijl bjór maar zelden gebruikt wordt. Ook de schrijfwijze ö met een umlaut in plaats van het normale ø geldt in het Faeröers als zeer plechtig. Daarnaast spelt Föroya Bjór de naam van het stadje Klakksvík consequent, ietwat archaïsch, met een dubbele k.
De stichter van de brouwerij was Símun í Vági (1863-1935); de oprichting anno 1888 maakt van Föroya Bjór een van de oudste bedrijven van de Faeröer. Símun í Vági trok in 1883 naar Denemarken om voor bakker te leren, waarbij hij tevens het brouwen van bier aanleerde. Aanvankelijk bestond het bedrijf van Símun í Vági uit een bakkerij, brouwerij, rederij en boerderij. Na zijn dood breidde zijn zoon, Einar Fróvin Waag (1894-1989), die in het Løgting zetelde, de brouwerij verder uit gedurende de jaren vijftig en zestig van de 20ste eeuw. Hij liet aan zijn zonen Einar en Heini elk de helft van de brouwerij over; zij leidden het bedrijf gemeenschappelijk tot december 2008, toen Heini Waag zijn helft aan zijn broer Einar verkocht, die sedertdien de enige eigenaar van de brouwerij is.

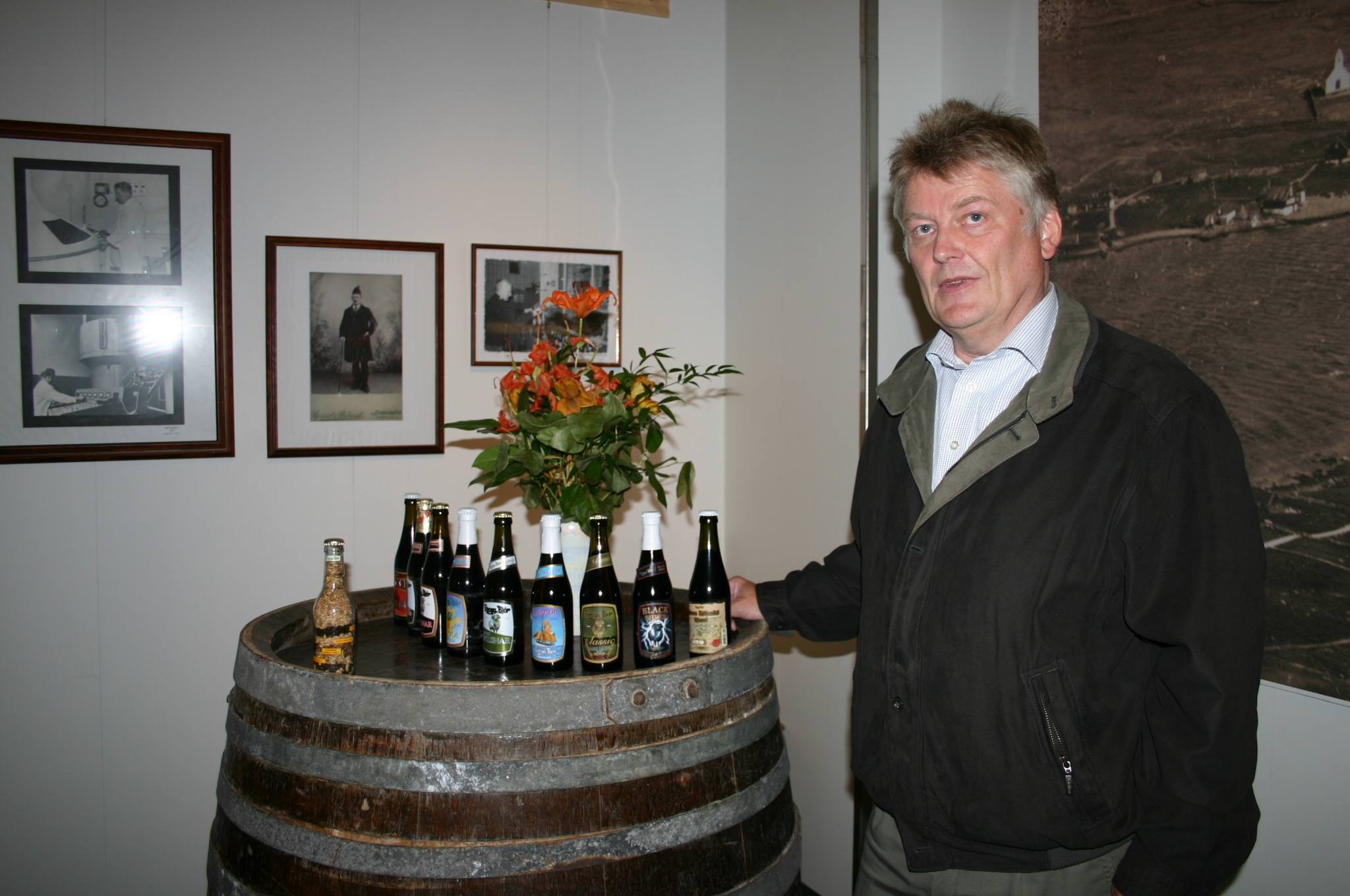
Brouwerij-eigenaar Einar Waag anno 2006

Ofschoon Föroya Bjór welhaast uitsluitend op de Faeröer verkrijgbaar is, staat het bier hoog aangeschreven omdat het met water van Faeröerse bergbronnen wordt gebrouwen. Het Alfred Jørgensen Gæringsfysiologisk Laboratorium in Denemarken noemde het een van de beste bieren ter wereld.
Op de Faeröer levert Föroya Bjór ruim 70% van de pils en 60% van het blond bier. 50% van het marktaandeel van de brouwerij bestaat uit frisdranken. Sedert de sluiting van Restorffs Bryggjarí anno 2007 is Föroya Bjór de enige producent van frisdranken op de Faeröer. De brouwerij in Klaksvík stelt 16 mensen tewerk; met de verkoopfilialen in Tórshavn, Leirvík, Skálavík en Tvøroyri erbij gerekend werkt een 40-tal mensen voor Föroya Bjór.

## Producten
Bieren
- Veðrur – kl. 1 – pils – 4,6%. Pils met matige hopsmaak
- Classic – kl. 1 – pils – 6%. Classic kwam in 2002 op de markt. Het bier heeft een donkere kleur en smaakt naar mout en hop
- Gull (Export) – kl. 2 – 5,8%. Sterk bier met een krachtige hop- en moutsmaak
- Sluppöl – kl.2 – 5,8%. Donker bier met krachtige hopsmaak
- Black Sheep  – kl. 2 – 5,8%. Donker sterk bier, gebrouwen met mout en hop
- Green Islands Stout – kl. 2 – 5,8%. Donker bier met de smaak van verbrande mout en een beetje hop
- Green Islands Special – kl. 2 – 5,8%. Donker type Belgische ale. Voor het eerst gebrouwen met Kerstmis 2008
- Jólabryggj – kl. 2 – 5,8%. Donkerder dan Gullöl, met meer moutsmaak
- Páskabryggj – kl. 2 – 5,8%. Donkerder dan Gullöl
- Rockall Brown Ale – 5,8%. Donker amberkleurig bier, vermengd met mout met een ruwe kleur, karamelmout en chocolademout. Daarenboven wordt een Engelse hop genaamd East Kent Golding gebruikt. Vernoemd naar Rockall
- Sct. Brigid Ale – kl. 1 – 4,6%. Iers geïnspireerde ale, gebrouwen met geselecteerde grondstoffen, met drie soorten mout en drie soorten hop
- Sct. Brigid Boheme – kl. 1 – Tsjechisch geïnspireerde pils
- Sct. Brigid Blond – kl. 2 – Gefilterd fruitig bier naar Belgisch voorbeeld met onder andere tarwemout
- Sct. Brigid IPA – Milde India Pale Ale
- Ljóst Pilsnar – 2,7% – Lichte pils
- Maltöl – Zoet vormgegeven, gemout bier met laag alcoholpercentage
- Jólaöl – 1/2 literfles. Extra zoet, dorstlessend moutbier
- X-mas 1888 – 5,8%. Speciaal kerstbrouwsel. Gebrouwen sedert 2007

Frisdranken
- Jolly Cola – Jolly Light – Vatn – Apollinaris – Apollinaris Citrus & Lime – Appelsin – Citrón – Citrus LIGHT – Ginger Ale – Hawaii Dream – Hindber – Jolly Time – Sportvatn – Sqviiz – Tonic Water –
- Overgenomen van Restorffs Bryggjarí: Peru Drykkur – Sisu.